# Thomas Onslow, 2. Earl of Onslow
Thomas Onslow, 2. Earl of Onslow, (* 15. März 1754 in Soho, London; † 22. Februar 1827 in Clandon Park, West Clandon, Surrey) war ein britischer Adliger und Politiker.

## Leben
Onslow war der älteste Sohn des George Onslow, 1. Earl of Onslow, aus dessen Ehe mit Henrietta Shelley. Er hatte drei Brüder und eine Schwester. Drei seiner Geschwister verstarben schon im Säuglingsalter. Er besuchte von 1764 bis 1771 die Westminster School und begann 1771 ein Studium am Peterhouse College der Universität Cambridge, das er 1773 als Master of Arts abschloss.
1775 wurde er als Abgeordneter für das Borogh Rye in Sussex ins britische House of Commons gewählt. Dieses vertrat er bis 1784. Von 1790 und 1806 war er Abgeordneter für das Borough Guildford in Surrey. Neben seiner politischen Tätigkeit hatte er im Jahr 1793, wie schon sein Vater, den Posten des Out Ranger im Windsor Great Park inne.
Während der Koalitionskriege wurde er 1794 als Lieutenant-Colonel Kommandeur der Milizkavallerie von Surrey (Surrey Yeomanry) und von 1797 bis 1812 war er als Colonel Regimentschef der Milizinfanterie von Surrey (Surrey Milita).
Beim Tod seines Vaters erbte er 1814 dessen Adelstitel als 2. Earl of Onslow nebst nachgeordneten Titeln und wurde dadurch Mitglied des House of Lords.
Als er 1827 starb, erbte sein ältester Sohn Arthur seine Adelstitel.

## Ehen und Nachkommen
Am 20. Dezember 1776 heiratete er in erster Ehe in der Kirche St Mary’s am Lambeth Palace Arabella Mainwaring Ellerker († 1782), Tochter des Eaton Ellerker (1722–1771), Gutsherr von Risby Park in Yorkshire. Aus dieser Ehe erreichten vier Kinder das Erwachsenenalter:
- Arthur George Onslow, 3. Earl of Onslow (1777–1870), ⚭ 1818 Mary Fludyer;
- Hon. Thomas Cranley Onslow (1778–1861), ⚭ 1812 Susannah Elizabeth Hiller;
- Hon. Edward Mainwaring Mainwaring-Ellerker-Onslow (1779–1861), Lieutenant-Colonel der Scots Fusilier Guards;
- Lady Harriet Elizabeth Onslow († 1824).

Nach dem Tod seiner ersten Gattin heiratete Onslow in zweiter Ehe am 13. Februar 1783 die Charlotte Duncombe († 1819), Witwe des Thomas Duncombe († 1779), Gutsherr von Duncombe Park und Helmsley in Yorkshire, und Tochter von William Hale († 1793), Gutsherr von King’s Walden in Hertfordshire. Mit ihr hatte er eine Tochter:
- Lady Georgiana Charlotte Onslow († 1829).